# S Andromedae
S Andromedae (nota anche come SN 1885A) fu una supernova che esplose nella Galassia di Andromeda, l'unica osservata finora in quella galassia dagli astronomi, nonché la prima osservata in una galassia diversa dalla Via Lattea; è anche nota come "Supernova 1885".
Fu scoperta il 20 agosto 1885 da Ernst Hartwig che lavorava al Dorpat Observatory in Estonia. Raggiunse al suo massimo una magnitudine apparente uguale a 6, al limite estremo della visibilità ad occhio nudo, per poi scendere al di sotto della magnitudine 16 già dal febbraio 1890.
La stella fu segnalata come di colore tendente al rosso, e scese molto velocemente in luminosità, cosa atipica per una supernova; sfortunatamente non sono state effettuate rilevazioni spettroscopiche.
Nel 1988 un team di astronomi capeggiati da R. A. Fesen, usando il telescopio di 4 metri Mayall a Kitt Peak, scoprirono il suo resto, ricco in ferro; ulteriori osservazioni furono compiute nel 1995 dal Telescopio Spaziale Hubble.